# Сент Марис (Онтарио)
Сент Марис (енгл. St, Marys) је градић у Канади у покрајини Онтарио. Према резултатима пописа 2011. у граду је живело 6.655 становника.

## Становништво
Према резултатима пописа становништва из 2011. у граду је живело 6.655 становника, што је за 0,6% више у односу на попис из 2006. када је регистровано 6.617 житеља.
| 2006. | 2011. | 2016. |
| ----- | ----- | ----- |
| 6.617 | 6.655 | 7.625 |